# Takashi Arima
Takashi Arima (n. 17 decembrie 1931, Kameoka, Prefectura Kyoto, Japonia – d. 24 septembrie 2022, Kamigyō-ku⁠(d), Prefectura Kyoto, Japonia) este un poet japonez.
Opera sa este influențată de Mitsuharu Kaneko, un poet contemporan lui Arima. O parte din versurile poetului sunt transpuse în muzica folk a vremii din Japonia.